# Danh sách điểm cao nhất trong giải đua xe đạp Tour de France

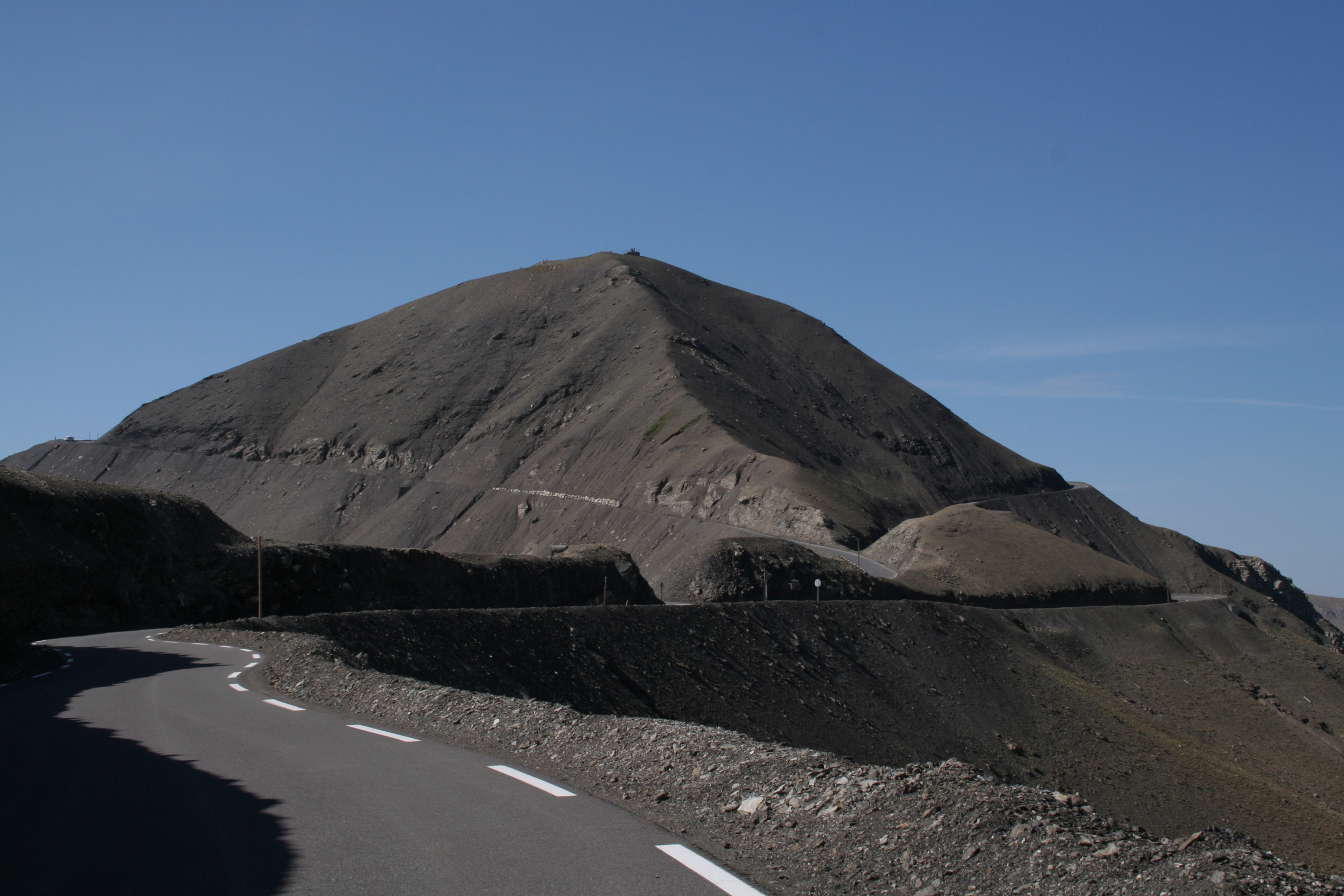
Điểm cao nhất trong lộ trình một giải Tour de France là đường vòng quanh đèo Cime de la Bonette trên dãy Alps, với độ cao 2802 m. Ảnh chụp từ dốc bắc của đèo Col de la Bonette.

Tour de France là cuộc đua xe đạp nhiều giai đoạn thường niên dành cho nam chủ yếu được tổ chức tại Pháp. Đây thường được coi là cuộc đua xe đạp nổi tiếng nhất thế giới. Cuộc đua này do nhà báo thể thao, cựu tay đua xe đạp đường trường chuyên nghiệp người Pháp Henri Desgrange sáng lập. Ông cũng là giám đốc tổ chức đầu tiên của cuộc đua. Đam mê của Desgrange là tạo ra những điểm nằm ở những nơi cao nhất trong lộ trình giải đấu trên dãy Alps và Pyrenees với những tuyến đường khó khăn nhất.
Điểm cao đầu tiên của giải Tour de France xuất hiện vào năm 1903, nằm ở độ cao 1.161 m (3.809 ft), ở vùng đèo núi Col de la République thuộc khu vực Mont Pilat, cao nguyên Massif Central. Năm sau, tuyến đường vẫn giống hệt năm trước. Tuy nhiên, trong hai năm 1905 và 1906, giải đấu được được tổ chức trên dãy Alps, đặc biệt là trên dãy núi Dauphiné và ở độ cao 1.264 m (4.147 ft) trên đèo Col Bayard. Giải đấu năm 1907 xác lập độ cao mới với 1.326 m (4.350 ft) trên đèo Col de Porte, thuộc Dãy núi Chartreuse. Trong hai mùa giải tiếp theo, đây vẫn là điểm cao nhất.
Tại lần tổ chức thứ chín vào năm 1910, cuộc đua đạt đến cột mốc 2.115 m (6.939 ft) ở đèo Col du Tourmalet, Pyrenees. Không hài lòng với chiều cao đó, một năm sau, Desgrange thiết lập điểm cao tiếp theo nằm ở đèo Col du Galibier ở độ cao 2.556 m (8.386 ft), thuộc dãy Alps, xuyên qua đường hầm một làn dài 365 m (1.198 ft) khánh thành vào năm 1891. Vào thời điểm đó, khi so sánh đèo Galibier với Tourmalet, cũng như các đèo lân cận, Desgrange thốt lên lời ca tụng rằng: "Ồ Sappey, ồ Laffrey, ồ Bayard, ồ Tourmalet! Ta phải nói rằng so với Galibier, các đèo nhà ngươi không hơn gì những đứa trẻ yếu ớt và tầm thường. Đối mặt với người khổng lồ này, chúng ta không thể làm gì khác hơn là đội mũ và khom lưng hướng về trước như một cánh cung!" Cho đến năm 1937, Galibier vẫn là điểm cao nhất trong mỗi chặng đua. Điều này giúp con đèo trở thành một trong những điểm biểu tượng nhất của cuộc đua. Cuộc đua năm 1938 tiếp tục phá vỡ kỉ lục cũ khi tổ chức ở đèo Col de l'Iseran trên độ cao 2.770 m (9.088 ft). Trước năm 1962, nhiều ngọn đèo khác nhau thuộc dãy Alps, bao gồm cả Galibier, là những điểm cao nhất của giải. Khi cuộc đua năm 1962 diễn ra, giải đấu chứng kiến một độ cao kỷ lục mới là 2.802 m (9.193 ft) tại đèo Cime de la Bonette cũng thuộc dãy núi này. Tính đến  năm 2019, đây vẫn là điểm cao nhất của giải đấu Tour de France. Từ năm 1962 đến nay, tất cả các điểm cao nhất của giải đua xe đạp nổi tiếng này vẫn duy trì ở độ cao trên 2.000 m (6.562 ft), với nhiều ngọn đèo khác nhau trên dãy núi Alps và Pyrenee.

## Danh sách
| * | Nơi được sử dụng làm vị trí kết thúc chặng đua                     |
| ~ | Lần đầu đèo này được dùng làm nơi tổ chức chặng đua Tour de France |
| ^ | Điểm cao mới của giải cho đến thời điểm đó                         |

| Năm        | Chặng                        | Đèo                          | Độ cao                       | Vùng núi                     | Tọa độ                                      | Người đầu tiên về đích              | Tham khảo                    |                              |
| ---------- | ---------------------------- | ---------------------------- | ---------------------------- | ---------------------------- | ------------------------------------------- | ----------------------------------- | ---------------------------- | ---------------------------- |
| 1903       | 2                            | Col de la République ~       | 1.161 m (3.809 ft) ^         | Mont Pilat                   | 45°19′58″B 4°28′49″Đ / 45,33278°B 4,48028°Đ | Hippolyte Aucouturier (FRA)         | [ 4 ] [ 12 ]                 |                              |
| 1904       | 2                            | Col de la République         | 1.161 m (3.809 ft)           | Mont Pilat                   | 45°19′58″B 4°28′49″Đ / 45,33278°B 4,48028°Đ | Antoine Fauré (FRA)                 | [ 4 ] [ 13 ]                 |                              |
| 1905       | 4                            | Col Bayard ~                 | 1.264 m (4.147 ft) ^         | Alpes du Dauphiné            | 44°36′45″B 6°4′52″Đ / 44,6125°B 6,08111°Đ   | Julien Maitron (FRA)                | [ 4 ] [ 14 ]                 |                              |
| 1906       | 5                            | Col Bayard                   | 1.264 m (4.147 ft)           | Alpes du Dauphiné            | 44°36′45″B 6°4′52″Đ / 44,6125°B 6,08111°Đ   | René Pottier (FRA)                  | [ 4 ] [ 15 ]                 |                              |
| 1907       | 5                            | Col de Porte ~               | 1.326 m (4.350 ft) ^         | Chartreuse                   | 45°17′24″B 5°46′1″Đ / 45,29°B 5,76694°Đ     | Émile Georget (FRA)                 | [ 4 ] [ 16 ]                 |                              |
| 1908       | 5                            | Col de Porte                 | 1.326 m (4.350 ft)           | Chartreuse                   | 45°17′24″B 5°46′1″Đ / 45,29°B 5,76694°Đ     | Georges Passerieu (FRA)             | [ 4 ] [ 17 ]                 |                              |
| 1909       | 5                            | Col de Porte                 | 1.326 m (4.350 ft)           | Chartreuse                   | 45°17′24″B 5°46′1″Đ / 45,29°B 5,76694°Đ     | François Faber (LUX)                | [ 4 ] [ 18 ]                 |                              |
| 1910       | 10                           | Col du Tourmalet ~           | 2.115 m (6.939 ft) ^         | Pyrénées                     | 42°54′29″B 0°8′42″Đ / 42,90806°B 0,145°Đ    | Octave Lapize (FRA)                 | [ 5 ] [ 19 ]                 |                              |
| 1911       | 5                            | Col du Galibier ~            | 2.556 m (8.386 ft) ^         | Alpes du Dauphiné            | 45°3′50″B 6°24′28″Đ / 45,06389°B 6,40778°Đ  | Émile Georget (FRA)                 | [ 5 ] [ 20 ]                 |                              |
| 1912       | 5                            | Col du Galibier              | 2.556 m (8.386 ft)           | Alpes du Dauphiné            | 45°3′50″B 6°24′28″Đ / 45,06389°B 6,40778°Đ  | Eugène Christophe (FRA)             | [ 5 ] [ 21 ]                 |                              |
| 1913       | 11                           | Col du Galibier              | 2.556 m (8.386 ft)           | Alpes du Dauphiné            | 45°3′50″B 6°24′28″Đ / 45,06389°B 6,40778°Đ  | Marcel Buysse (BEL)                 | [ 5 ] [ 22 ]                 |                              |
| 1914       | 11                           | Col du Galibier              | 2.556 m (8.386 ft)           | Alpes du Dauphiné            | 45°3′50″B 6°24′28″Đ / 45,06389°B 6,40778°Đ  | Henri Pélissier (FRA)               | [ 5 ] [ 23 ]                 |                              |
| 1915– 1918 | Not held during World War I  | Not held during World War I  | Not held during World War I  | Not held during World War I  | Not held during World War I                 | Not held during World War I         | Not held during World War I  | Not held during World War I  |
| 1919       | 11                           | Col du Galibier              | 2.556 m (8.386 ft)           | Alpes du Dauphiné            | 45°3′50″B 6°24′28″Đ / 45,06389°B 6,40778°Đ  | Honoré Barthélémy (FRA)             | [ 5 ] [ 24 ]                 |                              |
| 1920       | 11                           | Col du Galibier              | 2.556 m (8.386 ft)           | Alpes du Dauphiné            | 45°3′50″B 6°24′28″Đ / 45,06389°B 6,40778°Đ  | Firmin Lambot (BEL)                 | [ 5 ] [ 25 ]                 |                              |
| 1921       | 11                           | Col du Galibier              | 2.556 m (8.386 ft)           | Alpes du Dauphiné            | 45°3′50″B 6°24′28″Đ / 45,06389°B 6,40778°Đ  | Honoré Barthélémy (FRA)             | [ 5 ] [ 26 ]                 |                              |
| 1922       | 11                           | Col du Galibier              | 2.556 m (8.386 ft)           | Alpes du Dauphiné            | 45°3′50″B 6°24′28″Đ / 45,06389°B 6,40778°Đ  | Émile Masson (BEL)                  | [ 5 ] [ 27 ]                 |                              |
| 1923       | 11                           | Col du Galibier              | 2.556 m (8.386 ft)           | Alpes du Dauphiné            | 45°3′50″B 6°24′28″Đ / 45,06389°B 6,40778°Đ  | Henri Pélissier (FRA)               | [ 28 ] [ 29 ]                |                              |
| 1924       | 11                           | Col du Galibier              | 2.556 m (8.386 ft)           | Alpes du Dauphiné            | 45°3′50″B 6°24′28″Đ / 45,06389°B 6,40778°Đ  | Bartolomeo Aimo (ITA)               | [ 5 ] [ 30 ]                 |                              |
| 1925       | 14                           | Col du Galibier              | 2.556 m (8.386 ft)           | Alpes du Dauphiné            | 45°3′50″B 6°24′28″Đ / 45,06389°B 6,40778°Đ  | Lucien Buysse (BEL)                 | [ 5 ] [ 31 ]                 |                              |
| 1926       | 15                           | Col du Galibier              | 2.556 m (8.386 ft)           | Alpes du Dauphiné            | 45°3′50″B 6°24′28″Đ / 45,06389°B 6,40778°Đ  | Omer Huyse (BEL)                    | [ 5 ] [ 32 ]                 |                              |
| 1927       | 17                           | Col du Galibier              | 2.556 m (8.386 ft)           | Alpes du Dauphiné            | 45°3′50″B 6°24′28″Đ / 45,06389°B 6,40778°Đ  | Antonin Magne (FRA)                 | [ 5 ] [ 33 ]                 |                              |
| 1928       | 14                           | Col du Galibier              | 2.556 m (8.386 ft)           | Alpes du Dauphiné            | 45°3′50″B 6°24′28″Đ / 45,06389°B 6,40778°Đ  | Auguste Verdyck (BEL)               | [ 5 ] [ 34 ]                 |                              |
| 1929       | 15                           | Col du Galibier              | 2.556 m (8.386 ft)           | Alpes du Dauphiné            | 45°3′50″B 6°24′28″Đ / 45,06389°B 6,40778°Đ  | Gaston Rebry (BEL)                  | [ 5 ]                        |                              |
| 1930       | 16                           | Col du Galibier              | 2.556 m (8.386 ft)           | Alpes du Dauphiné            | 45°3′50″B 6°24′28″Đ / 45,06389°B 6,40778°Đ  | Pierre Magne (FRA)                  | [ 35 ] [ 36 ]                |                              |
| 1931       | 17                           | Col du Galibier              | 2.556 m (8.386 ft)           | Alpes du Dauphiné            | 45°3′50″B 6°24′28″Đ / 45,06389°B 6,40778°Đ  | Jef Demuysere (BEL)                 | [ 37 ] [ 38 ]                |                              |
| 1932       | 13                           | Col du Galibier              | 2.556 m (8.386 ft)           | Alpes du Dauphiné            | 45°3′50″B 6°24′28″Đ / 45,06389°B 6,40778°Đ  | Francesco Camusso (ITA)             | [ 39 ] [ 40 ]                |                              |
| 1933       | 7                            | Col du Galibier              | 2.556 m (8.386 ft)           | Alpes du Dauphiné            | 45°3′50″B 6°24′28″Đ / 45,06389°B 6,40778°Đ  | Vicente Trueba (ESP)                | [ 41 ] [ 42 ]                |                              |
| 1934       | 7                            | Col du Galibier              | 2.556 m (8.386 ft)           | Alpes du Dauphiné            | 45°3′50″B 6°24′28″Đ / 45,06389°B 6,40778°Đ  | Fédérico Ezquerra (ESP)             | [ 5 ] [ 43 ]                 |                              |
| 1935       | 7                            | Col du Galibier              | 2.556 m (8.386 ft)           | Alpes du Dauphiné            | 45°3′50″B 6°24′28″Đ / 45,06389°B 6,40778°Đ  | Gabriel Ruozzi (FRA)                | [ 44 ] [ 45 ]                |                              |
| 1936       | 7                            | Col du Galibier              | 2.556 m (8.386 ft)           | Alpes du Dauphiné            | 45°3′50″B 6°24′28″Đ / 45,06389°B 6,40778°Đ  | Fédérico Ezquerra (ESP)             | [ 46 ] [ 47 ]                |                              |
| 1937       | 7                            | Col du Galibier              | 2.556 m (8.386 ft)           | Alpes du Dauphiné            | 45°3′50″B 6°24′28″Đ / 45,06389°B 6,40778°Đ  | Gino Bartali (ITA)                  | [ 48 ] [ 49 ]                |                              |
| 1938       | 15                           | Col de l'Iseran ~            | 2.770 m (9.088 ft) ^         | Alpes grées                  | 45°25′1″B 7°1′51″Đ / 45,41694°B 7,03083°Đ   | Félicien Vervaecke (BEL)            | [ 50 ] [ 51 ]                |                              |
| 1939       | 16b                          | Col de l'Iseran              | 2.770 m (9.088 ft)           | Alpes grées                  | 45°25′1″B 7°1′51″Đ / 45,41694°B 7,03083°Đ   | Sylvère Maes (BEL)                  | [ 52 ] [ 53 ]                |                              |
| 1940– 1946 | Not held during World War II | Not held during World War II | Not held during World War II | Not held during World War II | Not held during World War II                | Not held during World War II        | Not held during World War II | Not held during World War II |
| 1947       | 8                            | Col du Galibier              | 2.556 m (8.386 ft)           | Alpes du Dauphiné            | 45°3′50″B 6°24′28″Đ / 45,06389°B 6,40778°Đ  | Fermo Camellini (ITA)               | [ 54 ] [ 55 ]                |                              |
| 1948       | 14                           | Col du Galibier              | 2.556 m (8.386 ft)           | Alpes du Dauphiné            | 45°3′50″B 6°24′28″Đ / 45,06389°B 6,40778°Đ  | Lucien Teisseire (FRA)              | [ 56 ] [ 57 ]                |                              |
| 1949       | 17                           | Col de l'Iseran              | 2.770 m (9.088 ft)           | Alpes grées                  | 45°25′1″B 7°1′51″Đ / 45,41694°B 7,03083°Đ   | Giuseppe Tacca (FRA)                | [ 58 ] [ 59 ]                |                              |
| 1950       | 18                           | Col d'Izoard                 | 2.360 m (7.743 ft)           | Alpes cottiennes             | 44°49′12″B 6°44′7″Đ / 44,82°B 6,73528°Đ     | Louison Bobet (FRA)                 | [ 60 ] [ 61 ]                |                              |
| 1951       | 20                           | Col d'Izoard                 | 2.360 m (7.743 ft)           | Alpes cottiennes             | 44°49′12″B 6°44′7″Đ / 44,82°B 6,73528°Đ     | Fausto Coppi (ITA)                  | [ 62 ] [ 63 ]                |                              |
| 1952       | 11                           | Col du Galibier              | 2.556 m (8.386 ft)           | Alpes du Dauphiné            | 45°3′50″B 6°24′28″Đ / 45,06389°B 6,40778°Đ  | Fausto Coppi (ITA)                  | [ 64 ] [ 65 ]                |                              |
| 1953       | 18                           | Col d'Izoard                 | 2.360 m (7.743 ft)           | Alpes cottiennes             | 44°49′12″B 6°44′7″Đ / 44,82°B 6,73528°Đ     | Louison Bobet (FRA)                 | [ 66 ] [ 67 ]                |                              |
| 1954       | 19                           | Col du Galibier              | 2.556 m (8.386 ft)           | Alpes du Dauphiné            | 45°3′50″B 6°24′28″Đ / 45,06389°B 6,40778°Đ  | Federico Bahamontes (ESP)           | [ 68 ] [ 69 ]                |                              |
| 1955       | 8                            | Col du Galibier              | 2.556 m (8.386 ft)           | Alpes du Dauphiné            | 45°3′50″B 6°24′28″Đ / 45,06389°B 6,40778°Đ  | Charly Gaul (LUX)                   | [ 70 ] [ 71 ]                |                              |
| 1956       | 17                           | Col d'Izoard                 | 2.360 m (7.743 ft)           | Alpes cottiennes             | 44°49′12″B 6°44′7″Đ / 44,82°B 6,73528°Đ     | Valentin Huot (FRA)                 | [ 72 ] [ 73 ]                |                              |
| 1957       | 10                           | Col du Galibier              | 2.556 m (8.386 ft)           | Alpes du Dauphiné            | 45°3′50″B 6°24′28″Đ / 45,06389°B 6,40778°Đ  | Marcel Janssens (BEL)               | [ 74 ] [ 75 ]                |                              |
| 1958       | 20                           | Col d'Izoard                 | 2.360 m (7.743 ft)           | Alpes cottiennes             | 44°49′12″B 6°44′7″Đ / 44,82°B 6,73528°Đ     | Federico Bahamontes (ESP)           | [ 76 ] [ 77 ]                |                              |
| 1959       | 18                           | Col de l'Iseran              | 2.770 m (9.088 ft)           | Alpes grées                  | 45°25′1″B 7°1′51″Đ / 45,41694°B 7,03083°Đ   | Adolf Christian (AUT)               | [ 78 ] [ 79 ]                |                              |
| 1960       | 16                           | Col d'Izoard                 | 2.360 m (7.743 ft)           | Alpes cottiennes             | 44°49′12″B 6°44′7″Đ / 44,82°B 6,73528°Đ     | Imerio Massignan (ITA)              | [ 80 ] [ 81 ]                |                              |
| 1961       | 17                           | Col du Tourmalet             | 2.115 m (6.939 ft)           | Pyrénées                     | 42°54′29″B 0°8′42″Đ / 42,90806°B 0,145°Đ    | Marcel Queheille (FRA)              | [ 82 ] [ 83 ]                |                              |
| 1962       | 18                           | Cime de la Bonette ~         | 2.802 m (9.193 ft) ^         | Alpes maritimes              | 44°19′18″B 6°48′25″Đ / 44,32167°B 6,80694°Đ | Federico Bahamontes (ESP)           | [ 84 ] [ 85 ]                |                              |
| 1963       | 16                           | Col de l'Iseran              | 2.770 m (9.088 ft)           | Alpes grées                  | 45°25′1″B 7°1′51″Đ / 45,41694°B 7,03083°Đ   | Fernando Manzaneque (ESP)           | [ 86 ] [ 87 ]                |                              |
| 1964       | 9                            | Cime de la Bonette           | 2.802 m (9.193 ft)           | Alpes maritimes              | 44°19′18″B 6°48′25″Đ / 44,32167°B 6,80694°Đ | Federico Bahamontes (ESP)           | [ 88 ] [ 89 ]                |                              |
| 1965       | 16                           | Col d'Izoard                 | 2.360 m (7.743 ft)           | Alpes cottiennes             | 44°49′12″B 6°44′7″Đ / 44,82°B 6,73528°Đ     | Joaquim Galera (ESP)                | [ 90 ] [ 91 ]                |                              |
| 1966       | 16                           | Col du Galibier              | 2.556 m (8.386 ft)           | Alpes du Dauphiné            | 45°3′50″B 6°24′28″Đ / 45,06389°B 6,40778°Đ  | Julio Jiménez (ESP)                 | [ 92 ] [ 93 ]                |                              |
| 1967       | 10                           | Col du Galibier              | 2.556 m (8.386 ft)           | Alpes du Dauphiné            | 45°3′50″B 6°24′28″Đ / 45,06389°B 6,40778°Đ  | Julio Jiménez (ESP)                 | [ 94 ] [ 95 ]                |                              |
| 1968       | 13                           | Port d'Envalira              | 2.407 m (7.897 ft)           | Pyrénées                     | 42°32′24″B 1°43′10″Đ / 42,54°B 1,71944°Đ    | Aurelio González Puente (ESP)       | [ 96 ] [ 97 ]                |                              |
| 1969       | 10                           | Col du Galibier              | 2.556 m (8.386 ft)           | Alpes du Dauphiné            | 45°3′50″B 6°24′28″Đ / 45,06389°B 6,40778°Đ  | Eddy Merckx (BEL)                   | [ 98 ] [ 99 ]                |                              |
| 1970       | 19                           | Col du Tourmalet             | 2.115 m (6.939 ft)           | Pyrénées                     | 42°54′29″B 0°8′42″Đ / 42,90806°B 0,145°Đ    | Andrés Gandarias (ESP)              | [ 100 ] [ 101 ]              |                              |
| 1971       | 16b                          | Col du Tourmalet             | 2.115 m (6.939 ft)           | Pyrénées                     | 42°54′29″B 0°8′42″Đ / 42,90806°B 0,145°Đ    | Lucien Van Impe (BEL)               | [ 102 ] [ 103 ]              |                              |
| 1972       | 14a                          | Col du Galibier              | 2.556 m (8.386 ft)           | Alpes du Dauphiné            | 45°3′50″B 6°24′28″Đ / 45,06389°B 6,40778°Đ  | Joop Zoetemelk (NED)                | [ 104 ] [ 105 ]              |                              |
| 1973       | 8                            | Col du Galibier              | 2.556 m (8.386 ft)           | Alpes du Dauphiné            | 45°3′50″B 6°24′28″Đ / 45,06389°B 6,40778°Đ  | Luis Ocaña (ESP)                    | [ 106 ] [ 107 ]              |                              |
| 1974       | 11                           | Col du Galibier              | 2.556 m (8.386 ft)           | Alpes du Dauphiné            | 45°3′50″B 6°24′28″Đ / 45,06389°B 6,40778°Đ  | Vicente López Carril (ESP)          | [ 108 ] [ 109 ]              |                              |
| 1975       | 16                           | Col d'Izoard                 | 2.360 m (7.743 ft)           | Alpes cottiennes             | 44°49′12″B 6°44′7″Đ / 44,82°B 6,73528°Đ     | Bernard Thévenet (FRA)              | [ 110 ] [ 111 ]              |                              |
| 1976       | 15                           | Col du Tourmalet             | 2.115 m (6.939 ft)           | Pyrénées                     | 42°54′29″B 0°8′42″Đ / 42,90806°B 0,145°Đ    | Francisco Galdós (ESP)              | [ 112 ] [ 113 ]              |                              |
| 1977       | 2                            | Col du Tourmalet             | 2.115 m (6.939 ft)           | Pyrénées                     | 42°54′29″B 0°8′42″Đ / 42,90806°B 0,145°Đ    | Lucien Van Impe (BEL)               | [ 114 ] [ 115 ]              |                              |
| 1978       | 11                           | Col du Tourmalet             | 2.115 m (6.939 ft)           | Pyrénées                     | 42°54′29″B 0°8′42″Đ / 42,90806°B 0,145°Đ    | Michel Pollentier (BEL)             | [ 116 ] [ 117 ]              |                              |
| 1979       | 17                           | Col du Galibier              | 2.642 m (8.668 ft)           | Alpes du Dauphiné            | 45°3′50″B 6°24′28″Đ / 45,06389°B 6,40778°Đ  | Lucien Van Impe (BEL)               | [ 118 ] [ 119 ]              |                              |
| 1980       | 17                           | Col du Galibier              | 2.642 m (8.668 ft)           | Alpes du Dauphiné            | 45°3′50″B 6°24′28″Đ / 45,06389°B 6,40778°Đ  | Johan De Muynck (BEL)               | [ 120 ] [ 121 ]              |                              |
| 1981       | 19                           | Col de la Madeleine          | 2.000 m (6.562 ft)           | Alpes grées                  | 45°26′5″B 6°22′32″Đ / 45,43472°B 6,37556°Đ  | Lucien Van Impe (BEL)               | [ 122 ] [ 10 ]               |                              |
| 1982       | 16 *                         | Alpe d'Huez                  | 1.850 m (6.070 ft)           | Tây Alpes                    | 45°3′37″B 6°4′17″Đ / 45,06028°B 6,07139°Đ   | Beat Breu (SUI)                     | [ 123 ] [ 124 ]              |                              |
| 1983       | 10                           | Col du Tourmalet             | 2.115 m (6.939 ft)           | Pyrénées                     | 42°54′29″B 0°8′42″Đ / 42,90806°B 0,145°Đ    | José Patrocinio Jiménez (COL)       | [ 125 ] [ 126 ]              |                              |
| 1984       | 18                           | Col du Galibier              | 2.642 m (8.668 ft)           | Alpes du Dauphiné            | 45°3′50″B 6°24′28″Đ / 45,06389°B 6,40778°Đ  | Francisco Rodríguez Maldonado (COL) | [ 127 ] [ 128 ]              |                              |
| 1985       | 17                           | Col du Tourmalet             | 2.115 m (6.939 ft)           | Pyrénées                     | 42°54′29″B 0°8′42″Đ / 42,90806°B 0,145°Đ    | Pello Ruiz Cabestany (ESP)          | [ 129 ] [ 130 ]              |                              |
| 1986       | 18                           | Col du Galibier              | 2.642 m (8.668 ft)           | Alpes du Dauphiné            | 45°3′50″B 6°24′28″Đ / 45,06389°B 6,40778°Đ  | Luis Herrera (COL)                  | [ 131 ] [ 132 ]              |                              |
| 1987       | 21                           | Col du Galibier              | 2.642 m (8.668 ft)           | Alpes du Dauphiné            | 45°3′50″B 6°24′28″Đ / 45,06389°B 6,40778°Đ  | Federico Muñoz (ESP)                | [ 133 ] [ 134 ]              |                              |
| 1988       | 15                           | Col du Tourmalet             | 2.115 m (6.939 ft)           | Pyrénées                     | 42°54′29″B 0°8′42″Đ / 42,90806°B 0,145°Đ    | Laudelino Cubino (ESP)              | [ 135 ] [ 136 ]              |                              |
| 1989       | 17                           | Col du Galibier              | 2.642 m (8.668 ft)           | Alpes du Dauphiné            | 45°3′50″B 6°24′28″Đ / 45,06389°B 6,40778°Đ  | Gert-Jan Theunisse (NED)            | [ 137 ] [ 138 ]              |                              |
| 1990       | 16                           | Col du Tourmalet             | 2.115 m (6.939 ft)           | Pyrénées                     | 42°54′29″B 0°8′42″Đ / 42,90806°B 0,145°Đ    | Miguel Ángel Martínez Torres (ESP)  | [ 139 ] [ 140 ]              |                              |
| 1991       | 13                           | Col du Tourmalet             | 2.115 m (6.939 ft)           | Pyrénées                     | 42°54′29″B 0°8′42″Đ / 42,90806°B 0,145°Đ    | Claudio Chiappucci (ITA)            | [ 141 ] [ 142 ]              |                              |
| 1992       | 13                           | Col de l'Iseran              | 2.770 m (9.088 ft)           | Alpes grées                  | 45°25′1″B 7°1′51″Đ / 45,41694°B 7,03083°Đ   | Claudio Chiappucci (ITA)            | [ 143 ] [ 144 ]              |                              |
| 1993       | 11                           | Cime de la Bonette           | 2.802 m (9.193 ft)           | Alpes maritimes              | 44°19′18″B 6°48′25″Đ / 44,32167°B 6,80694°Đ | Robert Millar (GBR)                 | [ 145 ] [ 146 ]              |                              |
| 1994       | 17 *                         | Val Thorens ~                | 2.275 m (7.464 ft)           | Alpes grées                  | 45°17′53″B 6°34′48″Đ / 45,29806°B 6,58°Đ    | Nelson Rodríguez Serna (COL)        | [ 147 ] [ 148 ]              |                              |
| 1995       | 15                           | Col du Tourmalet             | 2.115 m (6.939 ft)           | Pyrénées                     | 42°54′29″B 0°8′42″Đ / 42,90806°B 0,145°Đ    | Richard Virenque (FRA)              | [ 149 ] [ 150 ]              |                              |
| 1996       | 9 *                          | Sestriere                    | 2.035 m (6.677 ft)           | Alpes cottiennes             | 44°57′B 6°53′Đ / 44,95°B 6,883°Đ            | Bjarne Riis (DEN)                   | [ 151 ] [ 152 ]              |                              |
| 1997       | 10 & 11                      | Port d'Envalira              | 2.407 m (7.897 ft)           | Pyrénées                     | 42°32′24″B 1°43′10″Đ / 42,54°B 1,71944°Đ    | Richard Virenque (FRA)              | [ 153 ] [ 154 ] [ 155 ]      |                              |
| 1998       | 15                           | Col du Galibier              | 2.642 m (8.668 ft)           | Alpes du Dauphiné            | 45°3′50″B 6°24′28″Đ / 45,06389°B 6,40778°Đ  | Marco Pantani (ITA)                 | [ 156 ] [ 157 ]              |                              |
| 1999       | 9                            | Col du Galibier              | 2.642 m (8.668 ft)           | Alpes du Dauphiné            | 45°3′50″B 6°24′28″Đ / 45,06389°B 6,40778°Đ  | José Luis Arrieta (ESP)             | [ 158 ] [ 159 ]              |                              |
| 2000       | 15                           | Col du Galibier              | 2.642 m (8.668 ft)           | Alpes du Dauphiné            | 45°3′50″B 6°24′28″Đ / 45,06389°B 6,40778°Đ  | Pascal Hervé (FRA)                  | [ 160 ] [ 161 ]              |                              |
| 2001       | 14                           | Col du Tourmalet             | 2.115 m (6.939 ft)           | Pyrénées                     | 42°54′29″B 0°8′42″Đ / 42,90806°B 0,145°Đ    | Sven Montgomery (SUI)               | [ 162 ] [ 163 ]              |                              |
| 2002       | 16                           | Col du Galibier              | 2.642 m (8.668 ft)           | Alpes du Dauphiné            | 45°3′50″B 6°24′28″Đ / 45,06389°B 6,40778°Đ  | Santiago Botero (COL)               | [ 164 ] [ 165 ]              |                              |
| 2003       | 8                            | Col du Galibier              | 2.642 m (8.668 ft)           | Alpes du Dauphiné            | 45°3′50″B 6°24′28″Đ / 45,06389°B 6,40778°Đ  | Stefano Garzelli (ITA)              | [ 166 ] [ 167 ]              |                              |
| 2004       | 17                           | Col de la Madeleine          | 2.000 m (6.562 ft)           | Alpes grées                  | 45°26′5″B 6°22′32″Đ / 45,43472°B 6,37556°Đ  | Gilberto Simoni (ITA)               | [ 168 ] [ 169 ]              |                              |
| 2005       | 11                           | Col du Galibier              | 2.642 m (8.668 ft)           | Alpes du Dauphiné            | 45°3′50″B 6°24′28″Đ / 45,06389°B 6,40778°Đ  | Alexander Vinokourov (KAZ)          | [ 170 ] [ 171 ]              |                              |
| 2006       | 16                           | Col du Galibier              | 2.642 m (8.668 ft)           | Alpes du Dauphiné            | 45°3′50″B 6°24′28″Đ / 45,06389°B 6,40778°Đ  | Michael Rasmussen (DEN)             | [ 172 ] [ 173 ]              |                              |
| 2007       | 9                            | Col de l'Iseran              | 2.770 m (9.088 ft)           | Alpes grées                  | 45°25′1″B 7°1′51″Đ / 45,41694°B 7,03083°Đ   | Yaroslav Popovych (UKR)             | [ 174 ] [ 175 ]              |                              |
| 2008       | 16                           | Cime de la Bonette           | 2.802 m (9.193 ft)           | Alpes maritimes              | 44°19′18″B 6°48′25″Đ / 44,32167°B 6,80694°Đ | John-Lee Augustyn (RSA)             | [ 176 ] [ 177 ]              |                              |
| 2009       | 16                           | Col du Grand Saint-Bernard   | 2.470 m (8.104 ft)           | Pennine Alps                 | 45°52′8″B 7°10′14″Đ / 45,86889°B 7,17056°Đ  | Franco Pellizotti (ITA)             | [ 179 ] [ 180 ]              |                              |
| 2010       | 17 *                         | Col du Tourmalet             | 2.115 m (6.939 ft)           | Pyrénées                     | 42°54′29″B 0°8′42″Đ / 42,90806°B 0,145°Đ    | Andy Schleck (LUX)                  | [ 181 ] [ 182 ]              |                              |
| 2011       | 18                           | Col Agnel                    | 2.744 m (9.003 ft)           | Alpes cottiennes             | 44°41′2″B 6°58′46″Đ / 44,68389°B 6,97944°Đ  | Maxim Iglinsky (KAZ)                | [ 183 ] [ 184 ]              |                              |
| 2012       | 16                           | Col du Tourmalet             | 2.115 m (6.939 ft)           | Pyrénées                     | 42°54′29″B 0°8′42″Đ / 42,90806°B 0,145°Đ    | Thomas Voeckler (FRA)               | [ 185 ] [ 186 ]              |                              |
| 2013       | 8                            | Port de Pailhères            | 2.001 m (6.565 ft)           | Pyrénées                     | 42°44′0″B 1°59′33″Đ / 42,73333°B 1,9925°Đ   | Nairo Quintana (COL)                | [ 187 ] [ 188 ]              |                              |
| 2014       | 14                           | Col d'Izoard                 | 2.360 m (7.743 ft)           | Alpes cottiennes             | 44°49′12″B 6°44′7″Đ / 44,82°B 6,73528°Đ     | Joaquim Rodríguez (ESP)             | [ 189 ] [ 190 ]              |                              |
| 2015       | 17                           | Col d'Allos                  | 2.250 m (7.382 ft)           | Southern Alps                | 44°17′50″B 6°35′39″Đ / 44,29722°B 6,59417°Đ | Simon Geschke (GER)                 | [ 191 ] [ 192 ]              |                              |
| 2016       | 10                           | Port d'Envalira              | 2.407 m (7.897 ft)           | Pyrénées                     | 42°32′24″B 1°43′10″Đ / 42,54°B 1,71944°Đ    | Rui Costa (POR)                     | [ 193 ] [ 194 ]              |                              |
| 2017       | 17                           | Col du Galibier              | 2.642 m (8.668 ft)           | Alpes du Dauphiné            | 45°3′50″B 6°24′28″Đ / 45,06389°B 6,40778°Đ  | Primož Roglič (SLO)                 | [ 195 ] [ 196 ]              |                              |
| 2018       | 17 *                         | Col de Portet ~              | 2.215 m (7.267 ft)           | Pyrénées                     | 42°49′59″B 0°14′12″Đ / 42,83306°B 0,23667°Đ | Nairo Quintana (COL)                | [ 197 ] [ 198 ]              |                              |
| 2019       | 19 *                         | Col de l'Iseran              | 2.770 m (9.088 ft)           | Alpes grées                  | 45°25′1″B 7°1′51″Đ / 45,41694°B 7,03083°Đ   | Egan Bernal (COL)                   | [ 199 ] [ 200 ]              |                              |
| 2020       | 17                           | Col de la Loze ~             | 2.304 m (7.559 ft)           | Alpes grées                  | 45°25′1″B 07°01′51″Đ / 45,41694°B 7,03083°Đ | Miguel Ángel López (COL)            |                              |                              |